# Ophiomyia skanensis
Ophiomyia skanensis är en tvåvingeart som beskrevs av Spencer 1976. Ophiomyia skanensis ingår i släktet Ophiomyia och familjen minerarflugor.
Artens utbredningsområde är Sverige. Arten är reproducerande i Sverige. Inga underarter finns listade i Catalogue of Life.